# Creixement exponencial

Comparació entre el creixement lineal (roig), creixement potencial (blau) i creixement exponencial (verd).
Creixement exponencial
Creixement lineal
Creixement cúbic

El terme creixement exponencial s'aplica generalment a una magnitud M tal que la seva variació en el temps és proporcional al seu valor, el qual implica que creix molt ràpidament en el temps d'acord amb l'equació:
{\displaystyle M_{t}=M_{0}\cdot e^{rt}\,}
On:
Mt és el valor de la magnitud en el moment t > 0;
M0 és el valor inicial de la variable, valor en t = 0, quan comencem a mesurar-la;
r és l'anomenada taxa de creixement instantània, taxa mitjana de creixement durant el temps transcorregut entre t = 0 i t > 0;
e = 2,718281828459...
El nom es refereix al creixement d'una funció exponencial de la forma {\displaystyle y=a^{x}} amb {\displaystyle r=\ln(a)}. Es pot il·lustrar el creixement exponencial prenent en l'última equació {\displaystyle a=2} i {\displaystyle x} un valor sencer. Per exemple, si {\displaystyle x=4}, llavors {\displaystyle y=2^{4}=16}. Si {\displaystyle x=10} llavors {\displaystyle y=1024}. i així successivament.